# الثقافة الصحية
الثقافة الصحية: هي سلوك اجتماعي لدي الإنسان، يدل الإنسان علي طريقة وصله لحاله من اكتمال السلامة العقلية والبدنية والاجتماعية، ولدعم وتمكين المرضى من إدارة حياتهم مع المرض، وتحسين صحتهم ورفاهيتهم.
يمكن لأي متخصص في الرعاية الصحية مِمن تلقى تعليمًا تدريبيًا مناسبًا أن يُعلم ويُثقف المرضى، وعادةً ما يتعلم مختص الرعاية الصحية -ضمن تدريباته- كيفية التواصل مع المريض وتعليمه وتثقيفه.
التثقيف الصحي هو أيضًا أداة مستخدمة بوساطة مديري خطط الرعاية، ويمكن أن تشمل كلًا من التعليم العام، أو تعزيز الصحة والوقاية من الأمراض، أو التعليم الخاص بحالة معينة. ومن الركائز الهامة الواجب تعليمها للمرضى هي بناء المهارات والمسؤولية. إذ يجب على المريض أن يكون على معرفة تامة بالوقت الذي يحتاج فيه حقًا إلى تغيير أسلوب حياته، وكيفية حصول التغيير، ولماذا. ولا يقل تأثير المجموعة أهمية عن تثقيف المرضى. إذ يلزم إشراك كل عضو من أعضاء الفريق في عملية التثقيف. وبالتالي يمكن أن يساعد المرضى بأسلوب حياة أفضل، ويمنحهم القدرة على تعلم معلومات جديدة.

## ويمكن إجمال أهمية الثقافة الصحية على النحو التالي
- فهم أفضل للحالة الطبية والتشخيص وفهم المرض أو الإعاقة.
- تحسين فهم الأساليب والوسائل لإدارة الحالة الطبية ومن جميع النواحي.
- تحسين التوعية الذاتية باتخاذ القرارات ليعملوا بنحو مستقل عن مقدمي الخدمات الطبية وبالتعاون معهم.
- زيادة الالتزام، إذ يؤدي تثقيف المرضى والتواصل الفعال معهم إلى تحفيزهم على الالتزام بالعلاجات.
- نتائج جيدة للمرضى، من المرجح أن يستجيب المرضى جيدًا لخطتهم العلاجية، وبالتالي حدوث مضاعفات أقل.
- الموافقة على القرارات تكون عن دراية تامة، إذ يشعر المريض أنك قد قدمت له المعلومات الكافية التي يحتاج إليها لاتخاذ قرارات واعية.
- تأهيل المرضى لاتخاذ قرار مشترك، إن فهم المرضى للدلائل التي تبين لهم منافع ومخاطر العمليات، يساعدهم على الموازنة بين تلك المنافع والمخاطر ومن ثم تقرير؛ هل كانوا يرغبون في القيام بها، أم لا؟.
- محو الأمية في المجال الصحي وزيادة الثقة للتنقل في النظم الصحية.[5]
- تؤدي الثقافة الصحية إلى استخدام أفضل للخدمات الطبية، وبالتالي عدد أقل من المكالمات الهاتفية والمراجعات غير الضرورية.[5]
- الرضا والإرشاد، من المرجح أن يستمر المرضى في مراجعة عيادتك وإرشاد المرضى الآخرين إليك.[6]
- إدارة المخاطر، يؤدي امتلاك المرضى لتوقعات قريبة من الواقع إلى تقليل أخطار الإهمال والأخطاء المتعمدة.[7]

## بعض الصفات التي يجب على مختصي التوعية الصحية التحلي بها:[8]
- مراعاة الأخلاق، فيما يتعلق بالمسؤوليات الاجتماعية والخدمات المقدمة إلى الآخرين.
- توفير رعاية دقيقة وكافية ومبنية على الدلائل الصحية.
- ممارسة الرعاية الصحية الوقائية.
- التركيز على الرعاية التي تتمحور حول علاقات الأفراد وعائلاتهم.
- الحرص على مراعاة المحددات المتعددة للصحة في أثناء تقديم الرعاية.
- أن يكون المختص مُراعيًا وعلى دراية بالاختلافات والاعتبارات الثقافية، منفتحًا على مجتمع متنوع.
- يجيد استخدام التكنولوجيا بنحو مناسب وفعال.
- أن يكون حاضرًا في الميدان ويواصل النهوض بالتعليم.

ويمكن للثقافة الصحية أن تحسن من نتائج العلاجات في العديد من الأوضاع والحالات. فمثلًا، تثقيف المرضى الذين يعانون من بتر في الأطراف يكون فعالًا، خصوصًا عندما يتقرب فريق الرعاية الصحية المتمثل بالممرض، وطبيب الرعاية الأولية، ومختص الأطراف الصناعية، ومختص العلاج الطبيعي، والمعالج النفسي، وغيرهم... إلى المريض من جميع النواحي. ولقد أثبتت مجاميع الدعم فاعليتها في التعامل مع الاكتئاب، الذي قد تواجهه هذه الفئة من المرضى.كما ساهمت عملية تثقيف المريض قبل دخوله إلى العملية، بالتسهيل عليه في اتخاذ القرار. من طريق إعلامه بالأعراض والنتائج المتعلقة بالألم وفقدان الأطراف والقيود الوظيفية، التي من الممكن مواجهتها بعد البتر.